# 新切爾卡斯克
47°25′N 40°05′E / 47.417°N 40.083°E新切爾卡斯克（俄语：Новочерка́сск）是俄羅斯羅斯托夫州西部的一個城市，距首府顿河畔羅斯托夫東北30公里。2002年人口170,822人。
新切尔卡斯克市是由顿河哥萨克的首领、中将马特维普拉托夫于1805年建立的。当时顿河州的首府切尔卡斯克多次被洪水淹没，哥萨克人于1805年决定将首都迁至附近的高地新切尔卡斯克。
在俄国内战其间，新切尔卡斯克是顿河哥萨克军的中心和阿列克谢·卡列金的指挥部。红军在1920年1月7日击败了在此的白军并解放了这个城镇。第二次世界大战期间，新切尔卡斯克一度于1942年7月24日至1943年2月13日期间被德军占领。1962年发生工人罢工事件新切尔卡斯克屠杀。
城市里知名景点有东正教教堂新切尔卡斯克主教座堂。

## 经济
闻名全苏联的诺沃切尔卡斯克电力机车厂就位于这座城市，其产品畅销欧亚，中国铁路8G型电力机车就是该厂产品。

## 姐妹城市
- 俄羅斯喀琅施塔得
- 德国伊瑟隆
- 法國瓦尔省拉瓦莱特
- 塞爾維亞新贝切伊
- 保加利亚列夫斯基市鎮